# Seleção Argentina de Handebol Masculino
A seleção argentina de handebol masculino é uma equipe sul-americana composta pelos melhores jogadores de handebol da Argentina. A equipe é mantida pela Confederação Argentina de Handebol (em castelhano, Confederación Argentina de Handball).

## Títulos
- Campeonato Pan-Americano (7): 2000, 2002, 2004, 2010, 2012, 2014 e 2018
- Jogos Pan-Americanos (1): 2011
- Jogos Sul-Americanos (2): 2002 e 2006
- Campeonato Sul-Americano (1): 2001

## Elenco atual
Convocados para integrar a seleção argentina de handebol masculino nos Jogos Olímpicos de 2012: